# 箕浦万里子
箕浦 万里子（みのうら まりこ、1951年 - ）は、日本の翻訳家。英語やフランス語からの翻訳を行なっている。

## 来歴
愛知県生まれ。少女時代に4年間をロンドンで過ごす。1974年、東京外国語大学フランス語科卒。在学中にフランスのトゥール大学、ディジョン大学に学ぶ。

## 著書
- 『ロマリンダの長寿食 アメリカの町ぐるみ自然食実践レポート』自然の友社、1985.7. アリの本

## 翻訳
- 『エミリーちゃん』ドミティーユ=ドゥ=プレサンセ 偕成社、1976.5.
- 『エミリーちゃんとアルチュール』ドミティーユ=ドゥ=プレサンセ 偕成社、1976.5.
- 『エミリーちゃんとシドニーちゃん』ドミティーユ=ドウ=プレサンセ 偕成社、1976.10.
- 『エミリーちゃんとちょうちょ』ドミティーユ=ドゥ=プレサンセ 偕成社、1976.10.
- 『わたしのデイジーがあかちゃんをうんだの』サンディ=ラビノビッツ 偕成社、1982.5.
- 『愛しあっていたのに、なぜ? 親が離婚した子ども達の声』ジル・クレメンツ 偕成社、1986.11
- 『神さま、なぜママを死なせたの 親に死なれた子ども達の声』ジル・クレメンツ 偕成社、1986.11.
- 『美しい地球をよごさないで 自然保護を訴える70数か国の子どもたちの声』ヘレン=エクスレ編 坂崎麻子、杉山妙子共訳 偕成社、1987.2.
- 『グレイラビットのクリスマス』アリソン・アトリー 偕成社、1987.12. リトル・グレイラビット
- 『はじめてのパーティー』アリソン=アトリー 偕成社、1987.12. リトル・グレイラビット
- 『森の友だちとごちそうどろぼう』アリソン=アトリー 偕成社、1987.12. リトル・グレイラビット
- 『ハリネズミぼうやは学校がすき』アリソン=アトリー 偕成社、1988.5. リトル・グレイラビット
- 『シンデレラ 完訳ペローどうわ』シャルル・ペロー 偕成社、1989.1. 偕成社世界のどうわ
- 『長ぐつをはいたねこ 完訳ペローどうわ』シャルル・ペロー 偕成社、1989.3. 偕成社世界のどうわ
- 『精密イラスト・古代文化シリーズ 3 ギリシャ編 民主政治全盛のアテネ市民のくらし』ジョルジュ=グラマ 偕成社、1991.4.
- 『ツツ大主教 南アフリカの黒人差別・アパルトヘイト(人種隔離)政策に対してたたかう勇敢な大主教』デイビッド・ウィナー 偕成社、1991.11. 伝記世界を変えた人々
- 『川はどこからながれてくるの』トマス=ロッカー 偕成社、1992.3.
- 『やさしい四季の手づくり百科 リトル・グレイラビット』ゲイル=ダフ 真方陽子共訳. 偕成社、1992.1.
- 『エリノア・ルーズベルト アメリカ大統領夫人で、世界人権宣言の起草に大きな役割を果たした人道主義者』デイビッド・ウィナー 偕成社 1994.2. 伝記世界を変えた人々
- 『子どもの夢を追って エリック=カール自伝』乾侑美子共訳. 偕成社、1994.8
- 『ギリシア神話』トマス・ブルフィンチ 集英社、1995.3. 子どものための世界文学の森
- 『シチリアの千年 アラブからブルボンまで』ジュゼッペ・クアトリーリオ 真野義人共訳.新評論、1997.5.

## 参考
- 「シチリアの千年」訳者紹介